# Seltjarnarnes
Seltjarnarnes je město a zároveň obec na jihozápadě Islandu, v aglomeraci Reykjavíku. V roce 2006 zde žilo 4 467 obyvatel. Zeměpisné souřadnice jsou 64°08' severní šířky a 21°56' západní délky. Město přímo sousedí s hlavním městem Reykjavík.